# Klima- og plantebælter
Klima- og plantebælte angiver det forhold, som længe har været kendt, at der er en sammenhæng mellem de klimatiske vilkår (temperaturer, herunder temperaturudsving, middeltemperaturer sommer og vinter, lufttryk, nedbørsmængder, solindstråling og dermed forbundet fordampning) på den ene side og forekomsten af plantesamfund (kaldet plantebælter) på den anden. Allerede Emil von Meyeren skrev så tidligt som i 1843, at:
"Planterne er at anse som Forkyndere af det sande Klima."
Forskellige forskere har gennem tiden forsøgt at opstille den mest hensigtsmæssige beskrivelse af denne sammenhæng, idet man som mål har sat, at grænserne mellem klimazonerne skal være sammenfaldende med botaniske grænser. Det har imidlertid vist sig vanskeligt at opnå denne overensstemmelse, idet:
1. en klimatisk zone kan optræde med uens plantesamfund.
2. økologiske uligheder kan forårsage, at zonerne må underinddeles;
3. visse plantearter kan forekomme langt fra de plantesamfund, hvori de udgør et hovedtræk;
4. et plantesamfund kan, betinget af jordbundsforhold, forekomme langt fra det sted, hvor den angiver en klimazone.[3]

Den inddeling, der indtil i dag bedst har evnet at overvinde disse vanskeligheder er udarbejdet af naturgeografen Martin Vahl. Hans undersøgelser af plantesamfundenes udbredelse i forhold til klimatiske vilkår gik ud på at fastslå hvilke klimatiske grænsevilkår, der var betydningsfulde for plantesamfunds udbredelse, idet mange planter og plantesamfund har vist evne til at tåle endog stor spredning i de klimatiske betingelser.

## Principperne for Vahls klima- og plantebælteinddeling
Ved et lands klima forstås de vejrforhold, der forekommer over en længere årrække – ofte udtryk ved middelværdier og som regel for en 30-årig periode. Klimaet bestemmes ud fra:
- temperaturforhold,
- nedbørsmængder,
- vindforhold (vindretninger og vindstyrker),
- luftfugtigheden,
- varighed og tæthed af skydække.

Da klimaet yder indflydelse på vilkårene for plantevæksten og dermed tillige for dyreliv og menneskers levevilkår, er der ved opstillingen af klimabælter fortrinsvis lagt vægt på temperatur og nedbørsforhold, idet temperaturforholdene tjener som den vigtigste afgrænsning, nedbørsforholdene som underordnede. Det er imidlertid først og fremmest udsvingene i disse, der bestemmer levevilkårene, idet de angiver de yderligtgående betingelser, som plantelivet må tilpasse sig. Derfor spiller temperaturen i varmeste (juli) og koldeste (januar) måned en væsentlig rolle i beskrivelsen. Desuden spiller temperaturudsving en stor rolle, især skelnes mellem kystklima (som det danske) med forholdsvis små udsving i temperaturen og fastlandsklima med endog meget store temperaturudsving. Imidlertid spiller nedbørsmængden og hyppigheden af nedbør ofte en stor rolle: der er egne med helårsregn, regntider (sommerregn, vinterregn), regn mere eller mindre jævnt fordelt over året, lange tørkeperioder osv. Med henblik på at sammenfatte disse oplysninger i en let overskuelig form har den danske botaniker Christen Raunkiær lavet en hydrotermfigur, det vil sige et grafisk skema, der viser de månedlige gennemsnitstemperaturers udsving med en kurve og den gennemsnitlige, månedlige nedbørsmængde (eller nettofordampning, angivet med en søjle i mm eller cm) sammen, idet temperaturangivelser findes på venstre lodrette akse, nedbørsmængdeskalaen på højre lodrette akse og månederne angives på den vandrette akse.
Det særlige ved retningslinjerne for Vahls klima- og plantebælter er den synsmåde, at en plantes liv er sammensat af mange biologiske processer med hvert deres minimum (mindstegrænse), optimum (bedste vilkår) og maksimum (øverstegrænse). Det er derfor ikke kun de gennemsnitlige årlige temperaturudsving, der har betydning for disse biologiske processer, men tillige eksempelvis gennemsnittet af de laveste ekstremtemperaturer, sandsynlighed for regn, regnmængde og vindstyrke. Efter som en plante kræver en vis vegetationsperiode med temperaturer over en vis mindste grænseværdi for at fuldføre sin udviklingsproces, tåler den måske ikke temperatur under en vis størrelse eller stiller særlige krav til mængde og fordeling af nedbøren. Hvis blot een af sådanne livsbetingelser ikke opfylder plantens mindstekrav, så vil netop denne livsbetingelse bestemme grænsen for plantens udbredelse. Det gør da hverken fra eller til, om alle andre betingelser er opfyldte på bedste vis. Af samme grund tager Vahl ved opstilling af ligninger for klimaet hensyn til både varigheden af den periode, hvor gennemsnitstemperaturen er højere end mindstekravene, og til alle de årlige temperaturudsving.

### Vahls formel
Den formel, som Vahl har udviklet til brug ved bestemmelse af afgrænsningen af klima- og plantebælter, det tager udgangspunkt i en forudsætning om tilstedeværelse af målinger af temperaturen flere steder i et større område og gennem et helt år og lyder:
v = a + bk, hvor:
v angiver den gennemsnitlige temperatur i varmeste måned.
k angiver den gennemsnitlige temperatur i koldeste måned.
b angiver en konstant beregnet som forholdet mellem forskelsgennemsnittet mellem varmeste måned (Dv) og forskelsgennemsnittet for koldeste måned (Dk), mens
a angiver den konstant, hvor ligningen "går op".
Princippet for Vahls afgrænsning går nu ud på at bestemme de værdier, der bestemmer grænserne for ulige plantebælter, idet man som udgangspunkt må kende et vist antal målinger af temperaturen i henholdsvis varmeste måned og koldeste måned og følgelig være i stand til at beregne gennemsnitstemperaturen og temperaturafvigelserne fra gennemsnittet for hver af disse måneder. Formlen indebærer, at man vil kunne beregne grænsen for plantebælter i de tilfælde, hvor man kender gennemsnitstemperaturer for henholdsvis varmeste og koldeste måned, herunder tilfælde uden temperaturudsving i løbet af året.

#### Et eksempel
For bedre at forstå Vahls formel skal gives et eksempel: Man tænker sig et givet område med 4 målestationer, hvorfra der findes målinger, for koldeste måned +3 °C, +2 °C, +1 °C og 0 °C, for varmeste måned 12 °C, 14 °C, 16 °C og 18 °C. Forskellen mellem koldeste måned (k) bliver da henholdsvis ÷1 °C, ÷2 °C og ÷3 °C, i gennemsnit ÷2 °C. For varmeste måned (v) bliver tallene +2 °C, +4 °C og +6 °C, i gennemsnit +4 °C. Forskellen mellem gennemsnittet af varmeste måned (Dv) og koldeste måned (Dk) bliver altså 4/÷2 = ÷2. Indsættes nu denne som konstanten b i formlen fås:
for station A: 12 = a ÷ (÷2 x 3)
for station B: 14 = a ÷ (÷2 x 2)
for station C: 16 = a ÷ (÷2 x 1)
for station D: 18 = a ÷ (÷2 x 0)
hvoraf følger, at konstaten a = 18 °C (at dette er rigtigt ses ved at indsætte denne værdi i alle formlerne på a‘s plads).
For at opfylde ligningen med de fundne konstanter ses, at hvis temperaturen i koldeste måned på et sted, der ikke indgik i den oprindelige fastlæggelse, er fx ÷3 °C, skal gennemsnitstemperaturen i varmeste måned være 24 °C, idet 24 = 18 + (÷2 x ÷3).
En nærmere betragtning af formlens egenskaber vil vise, at den angiver, at skæring (uanset temperaturudsvingets størrelse) sker på et fast tidspunkt eller med andre ord: at der er en nogenlunde fast periode, hvor temperaturen overstiger en vis mindsteværdi, idet kravene til periodens længde forkortes ved forholdsvis høje sommertemperaturer.

#### Vahls fastsatte grænser
Med udgangspunkt i formlen og temperaturmålinger har Vahl nu fastsat visse grænser således:
1. for hvedes dyrkningsgrænse er fundet konstanten a = 14,5 °C og konstanten b = ÷0,28 (ligningen bliver således: v = 14,5 ÷0,28k)
2. grænsen for polare områder: v = 9,5 ÷ 1/30k
3. grænsen mellem nåleskovsområder og løvskovsområder: v = 16,2 ÷ 0,3k
4. grænsen mellem tempererede og suptropiske områder: v = 34,3 ÷ 10/3k

### Vahls klimainddeling
Med hensyn til hovedprincipperne for inddelingen følger Vahl andre, der har forsøgt en inddeling i klimazoner. I lighed med dem er der i hans forslag skelnet mellem:
- Det tropiske bælte, hvor frost aldrig forekommer;
- De subtropiske bælter, hvor frost kan forekomme men aldrig langvarig eller streng, og hvor sommeren er varm;
- Det nordlige tempererede bælte (hvortil Danmark hører), og
- Det sydlige tempererede bælte, hvor der er mulighed for både langvarig og streng frost eller (for områder med milde vintre) en kølig sommer, idet vilkårene skal byde på en "Sommer, hvor Planter med større Krav end til de allerusleste Temperaturforhold kan finde en passende Vegetationstid";
- Det nordlige polarbælte (hvortil Grønland hører), og
- Det sydlige polarbælte, med mulighed for frost hele året.[8]

jævnfør nedenstående oversigt:
| Klimazoner                                      | Kystklima                                  | Fastlandsklima                             |
| ----------------------------------------------- | ------------------------------------------ | ------------------------------------------ |
| Polarklima:                                     | Gammel havis, evig sne                     | Stenørken                                  |
| Subpolarklima:                                  | Mosser og lav. Ingen regelmæsig vækstsæson | Mosser og lav. Ingen regelmæsig vækstsæson |
| Tundraklima:                                    | Lyng, urter og græs.                       | Lyng, urter og græs.                       |
| Borealt klima: Nåleskov 30 dages vækstsæson     | Gran                                       | Lærk                                       |
| Tempereret klima: Løvskov, 100 dages vækstsæson | Kristtorn, Taks                            | Prærie, Græssteppe                         |
| Subtropisk klima: laveste temperatur 0 °C       | Oliven, Viftepalmer                        | Busksteppe                                 |
| Tropisk klima: laveste temperatur 15 °C         | Kokospalmer, Regnskov                      | Ørken                                      |

## Inddelingen i klima- og plantebælter
Hovedtrækkene i klima- og plantebælternes kendetegn er følgende:

### Det tropiske bælte
Tropisk klima har aldrig frost. Det tropiske klimabælte inddeles i kalmebæltet ved Ækvator med skiftende, svage vinde og det nordlige og sydlige passatbælte henholdsvis nord og syd for kalmebæltet.
I kalmebæltet er alle måneder stort set lige varme, 25 °C-27 °C med døgnudsving på 5 °C-8 °C og regn året rundt.
Passatbælterne har regntid om sommeren og tørtid om vinteren.
Plantebæltet i kalmebæltet kaldes regnskov.
I passatbæltet kendetegnes plantebæltet af savanne, store landstrækninger bevokset med græsser og med en spredt bevoksning af buskadser og træer.

### De subtropiske bælter
Fastlandenes vestsider kendetegnes af vinterregnsområder. Sommeren er tør, mens regnen som regel falder i korte byger om vinteren, især i kyststrækningerne, mindre i indlandet. Plantevæksten udgøres af maki.
Fastlandenes østsider kendetegnes af sommerregnsområder, hvor monsunvinde fra skiftende retninger. Vintermonsun er en nordlig landvind, som giver tørt vejr. Sommermonsunen kommer fra havet og kan tage for af talrige cykloner, der kan give hyppig og voldsom regn. Subtropiske sommerregnsområder kendetegnes af subtropisk regnskov.
Store dele af det subtropiske bælte optages af ørken- og steppeområder, der strækker sig fra fastlandenes vestkyster øst og syd for vinterregnsområderne. Mod nord går de over i det tempererede bæltes ørken- og steppeområder. I disse områder falder der meget lidt regn, mest om vinteren. Plantevæksten udgøres af græsstepper, buskstepper og ørkener.

### Det nordlige tempererede bælte
Det nordlige tempererede klimabælte kendetegnes ved, at der om vinteren kan forekomme frostgrader og snedække.
I det tempererede klimabælte er vestenvind fremherskende (fraset fastlandenes østkyster, hvor vestenvind er fremherskende om vinteren, havvinde om sommeren). Vestenvinden – i forbindelse med gentagne cykloner – bibringer vestkyster kystklima med milde vintre, kølige somre og mulighed for regn året rundt. I indlandet er fastlandsklima fremherskende med store temperaturudsving og derfor strenge vintre og varme somre, ligeledes med nedbør fordelt over hele året. Østkyster har ligeledes fastlandsklima med streng kulde om vinteren mens nedbøren fortrinsvis falder i sommerhalvåret.
Det nordlige tempererede bælte har en mangsidig bevoksning af nåleskovsområder, løvskovsområder, steppeområder og ørkener.

### Det sydlige tempererede bælte
Alle landområder har udpræget kystklima. Vestenvind er fremherskende året rundt. Regn falder hele året, omend de største mænger falder i vinterhalvåret. Vestenvinden afgiver store mængder regn på vestskråninger, mens østskråninger kun får lidt regn.
På de regnrige vestkyster forekommer skove af stedsegrønne træer, betegnet tempereret regnskov. På de tørre østsider er derimod steppe (græssteppe, busksteppe) fremherskende.

### Det nordlige polarbælte
Vinteren kan være meget lang og til tider meget streng. Somrerne er kølige, idet gennemsnitstemperaturen er under 10 °C.
I dette område er det mest udtalte plantebælte tundra eller fjeldmark med spedte planter mellem sten og i klipperevner. Planterne man kan finde der er mosser, buske og mindre planter der kan klare den hårde vinter

### Det sydlige polarbælte
De højeste temperaturer ligger under 0 °C. De laveste temperaturer er målt til -83 °C i 1958. Landskabet har vedvarende snedække. Kun få planter, fortrinsvis mosser og laver forekommer på stejle, snefri klippeflader.

## Ekstern henvisning
- Johannes Reumert: "Vahls klimainddeling. En redegørelse" (Geografisk Tidsskrift, Bd. 48; 1946)
- Johannes Reumert: "Vahls climatic divisions. An explanation" (Geografisk Tidsskrift, Bind 48; 1946) (engelsk, heri tillige farvelagte kort)
- Martin Vahl: "Plantegeografi" (Salmonsens Konversationsleksikon, 2. udgave, bind XIX, s. 218-220)